# Mount Sumner
Mount Sumner är ett berg i Antarktis. Det ligger i Västantarktis. Argentina, Chile och Storbritannien gör anspråk på området. Toppen på Mount Sumner är 1 119 meter över havet.
Terrängen runt Mount Sumner är huvudsakligen lite bergig. Trakten är obefolkad. Det finns inga samhällen i närheten.